# Land des Schweigens und der Dunkelheit
Land des Schweigens und der Dunkelheit ist ein Dokumentarfilm von Werner Herzog aus dem Jahr 1971. Der Film beschäftigt sich mit der Lebenssituation taubblinder Menschen, indem er beispielhaft einige von ihnen begleitet und porträtiert. Während der Dreharbeiten zu Behinderte Zukunft lernte Herzog die taubblinde Fini Straubinger kennen, die die Protagonistin in Land des Schweigens und der Dunkelheit ist. Gedreht wurde in Hannover und München.

## Handlung
Der Film dokumentiert hauptsächlich das Leben der zu diesem Zeitpunkt 56-jährigen taubblinden Fini Straubinger, die als Jugendliche infolge eines Sturzes im Kindesalter mit 15 Jahren allmählich erblindete und später im Alter von 18 taub wurde. Gezeigt werden ihre Reise mit einem Flugzeug, Treffen mit anderen in der Taubblindengemeinschaft und deren Austausch über das Leben mit ihrer Behinderung mittels Lormen, aber auch Ausflüge in den botanischen Garten München und Straubingers stete Fürsorge um andere taubblinde Menschen bei ihren regelmäßigen Besuchen bei ihnen. Die Dokumentation gibt Einblick in das Leben von taubblind geborenen Kindern in einem Heim, die sich – anders als Straubinger – nicht durch Sprache verständlich machen können und die mit dieser Behinderung einhergehende Isolation und Einsamkeit. Zwischentitel mit Zitaten, teilweise von Fini Straubinger oder Werner Herzog, trennen die einzelnen Episoden voneinander.

„Durch genaue Beobachtung 'schockierend', mit Einfühlungsvermögen und Behutsamkeit gestaltet.“

## Festivals
Der Film wurde auf mehreren Filmfesten gezeigt:
- Oktober 1971: Internationales Filmfestival Mannheim-Heidelberg
- Mai 1972: Cannes Film Festival
- 8. Oktober 1973: New York Film Festival
- 28. Januar 1981: Cinemateca Portuguesa
- 4. März 2002: Thessaloniki Documentary Festival, Griechenland
- 16. April 2003: One World Film Festival, Tschechien
- 13. November 2009: Internationales Filmfestival Thessaloniki
- 22. Januar 2012: Lyon Festival Les Inattendus, Frankreich